# KuToo
#KuToo（クートゥー）は、日本の職場で女性がハイヒールおよびパンプスの着用を義務づけられていることに抗議する社会運動である。＃MeTooをもじって「靴」と「苦痛」を掛け合わせた造語である。
2019年1月に始まった運動で、Change.orgで3万以上のオンライン署名を集め、同年のユーキャン新語・流行語大賞トップ10に選出されるなどの反響を呼んだ。

## 概要

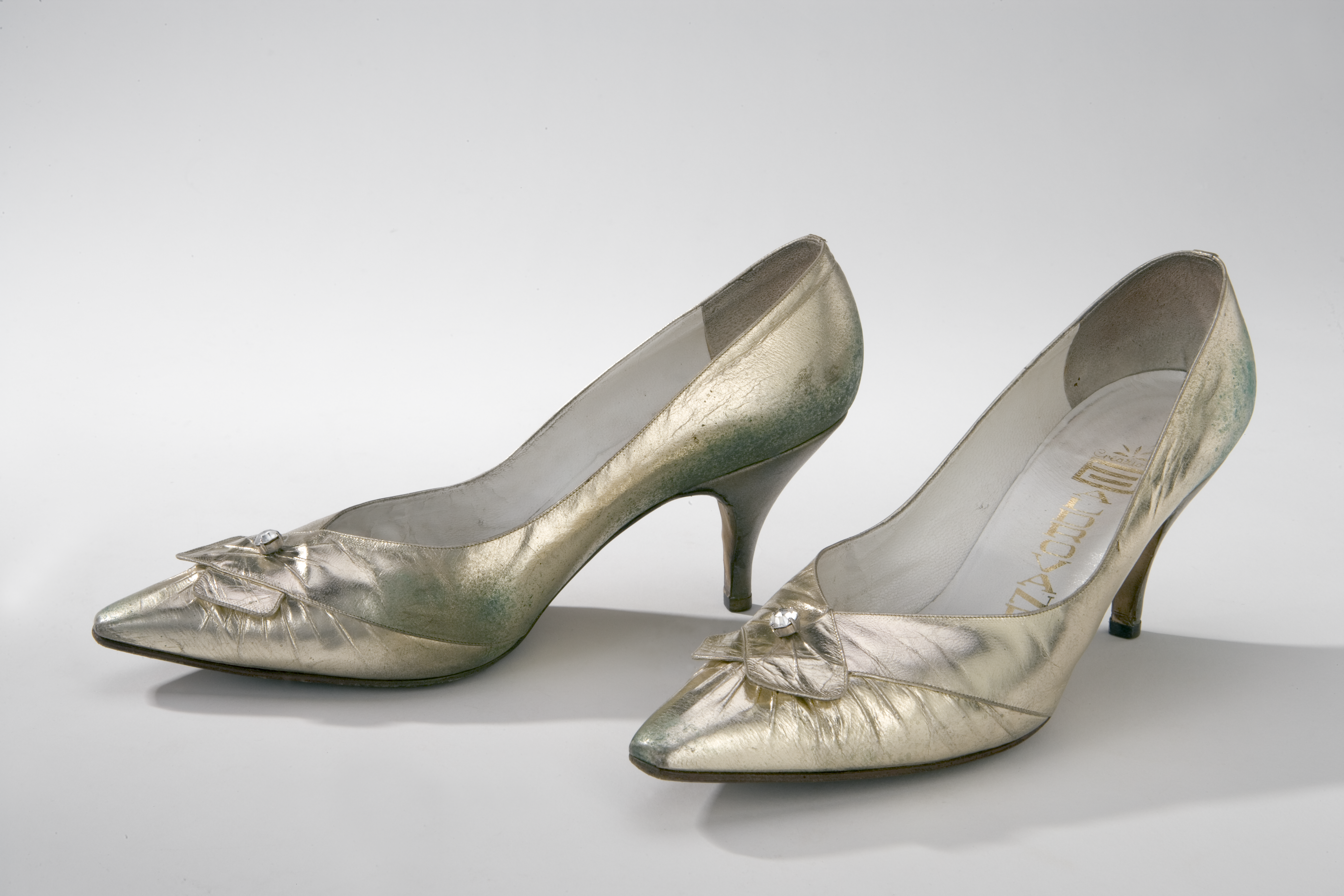
ハイヒール

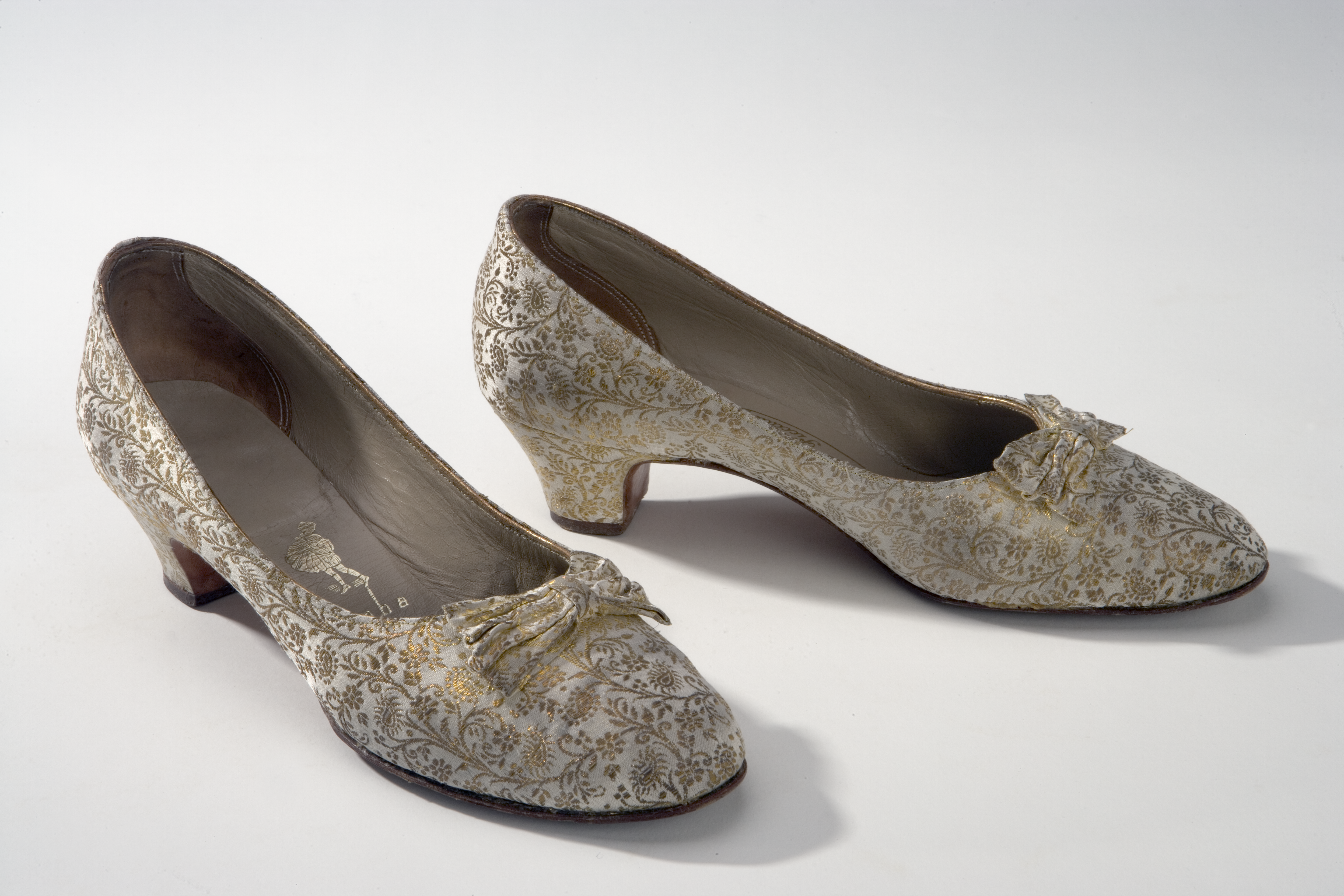
パンプス

### 発端
2019年1月24日、石川優実がTwitterにおいて、職場でハイヒールの着用を女性に義務づけることは許容されるべきではない、と述べた。この発言のリツイート回数が数千回に及び、また、ほかの女性たちから足や背中の痛みを訴えるコメントが寄せられる様子を見た石川は、Change.org Japanのスタッフである遠藤まめたからの呼びかけに応じ、#KuTooの運動を始めた。
石川は、特定の種類の靴を着用することを女性に義務づけている企業について、これを禁止するよう厚生労働省に求めるための署名をChange.orgで募った。その中で、石川は問題点を2つ指摘した。1つ目は「同じ職場・仕事内容なのに性別によって許される服装が違うということ」であり、2つ目は「効率の悪い・あるいは健康に害があるにも関わらずそれよりもマナーを優先させること」である。
2019年6月3日、石川は、職場で女性にハイヒール等の着用を強制することを禁止するよう求める要望書を、18,856人の署名とともに厚生労働省に提出した。

### 反響
2019年11月、2019ユーキャン新語・流行語大賞トップ10に選出された。また、『週刊朝日』編集部の選出による2019年の流行語30選に入賞した。
SNS上でも、足にできたあざ・まめの写真が投稿されたり、不快感や苦痛が述べられたりするなど話題になった。

### アンケート調査
『Business Insider Japan』による職場での服装規定に関するアンケート調査では、職場や就職活動でハイヒールの着用を強制された、もしくは、そのような状況を見たことがある、と回答した割合は6割を超えた。

## ハイヒール強制による身体への悪影響
米国整形外科学会がハイヒールによる健康被害を表明するなど、様々な有識者がハイヒールの身体への有害性を指摘している。具体的には、例えば下記のような悪影響が指摘されている。
- 膝の変形性関節症のリスクが増加する。
- 腰の骨が前方に反った状態になるため、椎間板への負担が増して腰痛が引き起こされる。
- 足先での摩擦が起こりやすくなり、靴擦れや魚の目、角質ができる。
- ふくらはぎの筋肉がはり、アキレス腱に炎症が起こりやすくなる。
- 足首が不安定になるため、わずかな段差や不意な動きでねんざしやすい。

また、一般につま先の細い靴は親指の付け根を圧迫し変形させるが、ハイヒールの場合はそこにかかる力が増して、足の指の骨が変形する外反母趾を悪化させる働きもある。それによって背中や腰など全身に悪影響が出たり、足の爪が変形して巻き爪になったりする。また加齢により足のアーチが崩れ、50歳前後で加齢とともに足の幅が広くなる ため、年齢により着用の選択肢が狭まるうえハイヒール着用による痛みが増加する可能性がある。

## 海外の事例

### イギリス
2015年、ロンドンの大手会計事務所で、ヒールのない靴を履いて出勤した女性が解雇される事件が発生した。この女性が強制に反対する署名活動を行い、イギリス議会はハイヒールの強制など女性差別的な服装規定の見直しを企業などに求める通達を出した。

### カナダ
2017年、カナダのブリティッシュコロンビア州は転倒の危険性や健康への悪影響を踏まえ、企業が女性従業員にハイヒール着用を義務付けることを禁止した。ただし、例外的に容認する規定も存在する。

## 日本政府の対応

### 2019年6月5日の答弁
2019年6月5日の厚生労働委員会で、厚生労働大臣の根本匠は、尾辻かな子の質問に対して「例えば労働安全衛生の観点からは、腰痛や転倒事故につながらないよう服装や靴に配慮することは重要であって、各事業場の実情や作業に応じた対応が講じられるべきであると考えております。」と、雇用者の安全配慮義務が靴の着用規定にも及ぶとした上で、「女性にハイヒールやパンプスの着用を指示する、義務づける、これは、社会通念に照らして業務上必要かつ相当な範囲か、この辺なんだろうと思います、それぞれの業務の特性がありますから。」と述べた 。この答弁は、女性へのハイヒールやパンプスの着用指示・義務づけは、社会通念に照らし業務上必要かつ相当な範囲であるかが是非の判断基準（"この辺"）になるという趣旨で、雇用者の定める服装規定に合理性が必要とする判例（郵政事業（身だしなみ基準）事件）と同旨であるとされる。
パワハラの観点に関しても「当該指示が社会通念に照らして業務上必要かつ相当な範囲を超えているかどうか、これがポイントだと思います。そこでパワハラに当たるかどうかということだろうと思います。一方で、例えば足をけがした労働者に必要もなく着用を強制する場合などはパワハラに該当し得ると考えております。」と、パンプス・ヒール着用にパワハラに関する判例と同等の基準 が適用されると述べた。
また、厚生労働副大臣の髙階恵美子は、「皆で環境整備をしていくというのが職場の考え方だろうと思いますので、強制される（義務付けられる）ものではないのだろうと思います」と述べた。
これらの質疑応答について、報道各社やインターネット上の論調は二分された。ハイヒール・パンプス着用義務付けについて「強制を事実上容認した」とするものと、「強制がパワハラに当たり得る」とするものである。海外でも、業務上必要かつ適切であればハイヒール着用強制は社会的に受け入れられる、と発言したと報じられた。
こうした報道を踏まえ、厚生労働省は「女性にハイヒールやパンプスの着用を強制することを容認する発言ではありません。パワハラに関しても答弁で触れていますが、そもそも容認という話ではありません」と述べた。一方で、「ハイヒール・パンプスの強制を禁止することまでは現状考えておりません」としている。
2日前にChange.orgでの署名を提出していた石川は「署名を提出して、社会通念を考え直して欲しいということを伝えたつもり。ヒールを履くことがなぜマナーなのか、明確な答えはない」「健康被害があることが、分かっていないような発言です。」と大臣を批判した。

### 2020年3月3日の答弁
2020年3月3日の参議院予算委員会で安倍晋三は「職場での服装に関しては、単なる苦痛を強いるような合理性を欠くルールを女性に強いることは許されないのは、これは当然のこと」とした上で、「サービスや業務の内容、社会的な慣習等、様々な事情を踏まえ、各企業で様々なルールが設けられていると考えられ、その適否を政府として一概に判断することは難しい」、「まずはそれぞれの職場において関係法令の趣旨も踏まえつつ、労使でよく話し合っていただくことが重要」と答弁した。
また、加藤勝信大臣は「男性は靴は自由だ、女性はこうだというのは、これはやはり、男女雇用というんですか、均等というんでしょうか、そういった立場からも私は正しくないという対応だというふうには思います。」と答弁した。
石川は、首相の答弁について「『男性と女性が同じ仕事をしているにも関わらず、女性に服装で苦痛を強いることはあってはならない』と応じてくれました。答弁を聞いて、報われた気持ちになりました」「具体的な案が出たわけではないですが、運動を進める中で本当に励まされる、とても嬉しい答弁でした」と述べた。

## 企業の対応

### NTTドコモ
NTTドコモは、2019年8月にドコモショップの店員についてパンプスの義務付けを廃止し、店員がスニーカーも選べるようになった。NTTドコモは＃KuToo運動とは無関係の変更だ、としている

### 日本航空
日本航空は、2020年4月に女性客室乗務員の靴の規定を「0～4センチ」に見直し、パンプス指定も撤廃してローファーなども履けるようにした。また、日本航空傘下のLCCであるZIPAIR Tokyoも、男女ともにスニーカーを履けるようにした。

### スカイマーク
2025年4月、スカイマーク社は客室乗務員や空港で搭乗客の対応を担うグランドスタッフを対象に、立ち仕事の負担軽減のため、業務中の靴底の厚さが４センチ未満の黒色スニーカーの着用を認めると発表した。

### 全日本空輸
全日空は、2020年5月に女性客室乗務員と地上職員の靴の規定を「0～5センチ」に見直した。